# 深紅 (小説)
『深紅』（しんく）は、野沢尚の小説である。第22回吉川英治文学新人賞を受賞した。2005年に野沢自身の脚本で映画化されている。

## あらすじ
修学旅行中のある深夜、奏子は担任から家族が事故に遭ったことを知らされ、急遽タクシーで東京へ向かう。凶報を聞いた時から家族が惨殺されたことを悟っていた奏子はその日以来、宿泊先から病院に向かうまでの「4時間」に幾度も襲われる後遺症をもつことになる。8年後のある日、加害者に自分と同じ年の娘・未歩がいることを知り、素性を隠して近づくことになる…。

## 書籍情報
- 単行本：講談社、2000年12月11日発行、ISBN 978-4-06-210285-8
- 文庫本：講談社文庫、2003年12月12日発行、ISBN 978-4-06-273917-7

## 映画
2005年9月17日から東映系で公開。

### キャスト
- 秋葉奏子 - 内山理名（少女時代：堀北真希）
- 都築未歩 - 水川あさみ
- 中垣明良 - 内田朝陽
- 渡辺拓巳 - 塚本高史
- 池田栄一 - 小倉一郎
- 椎名皓一 - 平田満
- 奏子の友人A - 安めぐみ
- 奏子の友人B - あじゃ
- 井原実子（奏子の担任教師） - 南野陽子
- 刑事 - 洞口依子
- 朝日荘の大家 - 根岸季衣
- 斎藤佳代 - 田中好子
- 田中医師 - 島田楊子
- 秋葉由紀彦 - 小日向文世
- 都築則夫 - 緒形直人
- 草薙幸二郎、藤田哲也、福永真梨佳、初音ひさみ、椋名凛、岡本奈月、春馬ゆかり

ほか

### スタッフ
- 原作・脚本 - 野沢尚
- 監督 - 月野木隆
- 企画 - 岩永恵、木村純一、遠藤茂行
- プロデューサー - 河村清信、明石竜二
- 撮影 - 鈴木達夫
- 美術 - 稲垣尚夫
- 音楽 - 沢田完
- VFX - マリンポスト
- ボクシング指導 - 渡嘉敷ボクシングジム
- スタジオ - 東映東京撮影所
- 現像 - 東映ラボ・テック
- 製作協力 - キャン・インターナショナル、今村プロダクション、ミレニアムピクチャーズ
- 製作 - 「深紅」パートナーズ（テレビ朝日、東映、アミューズソフトエンタテインメント、日本出版販売、ギャガ）

### DVD
- 深紅（2006年2月10日）